# Xã Canal, Quận Venango, Pennsylvania
Xã Canal (tiếng Anh: Canal Township) là một xã thuộc quận Venango, tiểu bang Pennsylvania, Hoa Kỳ. Năm 2010, dân số của xã này là 1.023 người.